# Fêtes de l'ours dans les Pyrénées
Les fêtes de l'ours dans les Pyrénées sont cinq festivités traditionnelles locales inscrites en 2022 par l'UNESCO sur
la liste représentative du patrimoine culturel immatériel de l'humanité pour Andorre et la France. Elles se déroulent à  Encamp et Ordino, en Andorre, et à Arles-sur-Tech, Prats-de-Mollo et Saint-Laurent-de-Cerdans, dans la région du Vallespir, en France.